# Rudolph Beckh
Rudolph Beckh (* 19. November 1860 in Nürnberg; † 30. April 1919 in Augsburg) war ein Münchner Polizeipräsident.

## Leben
Rudolph Beckh studierte an der Friedrich-Alexander-Universität Erlangen Rechtswissenschaft. 1879 wurde er Mitglied der Burschenschaft Germania Erlangen. Er wechselte an die Friedrich-Wilhelms-Universität zu Berlin und die Ludwig-Maximilians-Universität München.  1886 absolvierte er den Staatskonkurs, worauf er am 1. Februar 1887 als geprüfter Rechtspraktikant bei der Regierung von Mittelfranken angestellt wurde. Nach einem Jahr wurde er am 1. Februar 1888 zum Bezirksamtsassessor in Neustadt an der Aisch befördert, am 1. Juli 1895 desgleichen in Ansbach, dann am 16. Juli 1896 Regierungsassessor bei der Regierung der Oberpfalz, Kammer des Innern (KdI). Am 1. Oktober 1898 wurde er Bezirksamtmann in Höchstadt an der Aisch, am 16. April 1901 wurde er Regierungsrat bei der Regierung von Oberfranken, Kammer des Innern.
Am 1. März 1909 wurde er auf eigenen Wunsch zur Regierung von Oberbayern Kammer des Innern versetzt und am 7. März 1910 zum Offizier ernannt. Am 1. Januar 1911 wurde er Staatsanwalt beim Verwaltungsgerichtshof in München.
Von 1914 bis 1916 wurde er im Ersten Weltkrieg im 19. Infanterieregiment eingesetzt.
Am 19. Oktober 1916 verstarb nach kurzer Krankheit der Münchner Polizeipräsident Ludwig von Grundherr zu Altenhan und Weyerhaus. Beckh war zu diesem Zeitpunkt Major und hatte das Kommando über ein kämpfendes Landwehrbataillon. Am 16. November 1916 wurde er zum Präsidenten der Polizeidirektion München ernannt.
Ende Januar 1918 kam es im ganzen Deutschen Reich zum Januarstreik. Am 28. Januar 1918 versammelten sich in München etwa 20.000 Personen. Kurt Eisner las seit 7. Dezember 1916 wöchentlich im Gasthaus Zum goldenen Anker aus dem Werk von Wilhelm Muehlon vor; am 3. Februar 1918 wurde er unter dem Vorwurf des Landesverrates festgenommen.
Am 14. August 1918 versammelten sich auf dem Münchner Marienplatz Frauen, die gegen den Ersten Weltkrieg protestierten. Am 15. August 1918 verfasste die Münchner Polizeidirektion folgenden Bericht:

„Am 14. August 1918 nachmittags 3/4 3 Uhr bildeten sich am Marienplatz kleinere Gruppen von Frauen, die kurz nach 3 Uhr ständig an Stärke zunahmen. Polizeimajor Ludwig Schroll begab sich sofort in die Wache an der Gruftstraße und vereinbarte mit dem Oberwachtmeister Mair, mit der bereits in der Gruftstraße anwesenden Verstärkung von 10 Mann sowie der noch heranzuziehenden Mannschaft der Hauptwachee weitere Ansammlungen mit Höflichkeit, aber auch Entschiedenheit zu verhindern. Die Mannschaft erzielte jedoch keinen durchgreifenden Erfolg, was den Polizeimajor veranlaßte, dieselben bis auf einige Posten zurückzuziehen und mit Alarmapparat die Wache an der Gruftstraße und die Polizeihauptwache bis auf je 50 Mann zu verstärken. Außerdem wurde die berittene Schutzmannschaft bereitgestellt. Die Anordnungen waren kaum getroffen, als vom Marienplatz die Meldung einlief, daß sich ein Zug zur Regierung oder zur Residenz in Bewegung gesetzt habe. Ein Teil der noch verfügbaren Mannschaft wurde sofort zur Begleitung des Zuges abgestellt, der den Weg zum K. Regierungsgebäude einschlug. Für Überwachung der K. Residenz sowie der Eingänge zum K. Staatsministerium des Innern wurde das Nötige angeordnet. Der Polizeimajor begab sich hierauf zur Polizeidirektion, um weitere Maßnahmen mit dem Präsidium zu besprechen. Auf dem Wege dorthin fand eine Begegnung mit Herrn Oberregierungsrat Josef Zetlmeier (* 1869; † 1941), Sicherheitsreferent des Innenministers Friedrich von Brettreich statt, der nach einem kurzen Bericht seitens des Polizeimajors die Weisung erteilte, die vor der K. Regierung Versammelten mit allen gebotenen Nachdruck zu zerstreuen. Hierauf wurde die berittene Mannschaft über die Kanalstraße - Museumsstraße zur K. Regierung in Marsch gesetzt. Das Überschreiten der Maximilianstraße erfolgte im Schritt; ein Teil der Mannschaft erhielt den Auftrag, jede Zugsbildung durch die Maximilianstraße stadteinwärts zu verhindern, während Major Schroll dem andern Teil den Befehl zum Aufmarsch längs der Regierung nach Osten gab, was natürlich im Trabe erfolgte. Die auf etwa 3-400 Personen angewachsene Menge wurde stadtauswärts gedrückt. Nachdem sich besonders Widerspenstige an Denkmälern und in den Anlagen festsetzten und zahlreiche Kinder, die die Sache allgemein als Ulk betrachteten, noch herumtrieben, musste gegen einzelne Stellen wiederholt vorgeritten werden.“

Mit seinem Thronverzicht entband Ludwig III. am 9. November 1918 auch die Beamten der Polizeidirektion ihres Treueeides. Polizeipräsident Rudolf von Beckh gehörte zu den ersten Amtsvorständen, die sich dem Arbeiter- und Soldatenrat zur Verfügung stellten. Das Kabinett Eisner beriet, wie mit den misslichen Beamten zu verfahren sei. Edgar Jaffé machte auf die Lasten aus Ruhestandsansprüchen aufmerksam. Kurt Eisner beantragte die Verhaftung von Beckh. Es wurde beschlossen, Rudolf von Beckh zunächst seiner Funktion zu entheben. Zum 1. Januar 1919 wurde er Regierungsdirektor und Direktor der Kammer des Innern bei der Regierung von Schwaben, Stellvertreter von Paul von Praun (* 3. August 1858 in Schillingsfürst; 16. Februar 1937 in München) als Regierungspräsident in Augsburg ernannt, wo er am Ende der Münchner Räterepublik auf tragische Weise ums Leben kam.